# Muszaiosz (költő, 5. század)
Muszaiosz költő, valószínűleg Kr. u. 5. században.

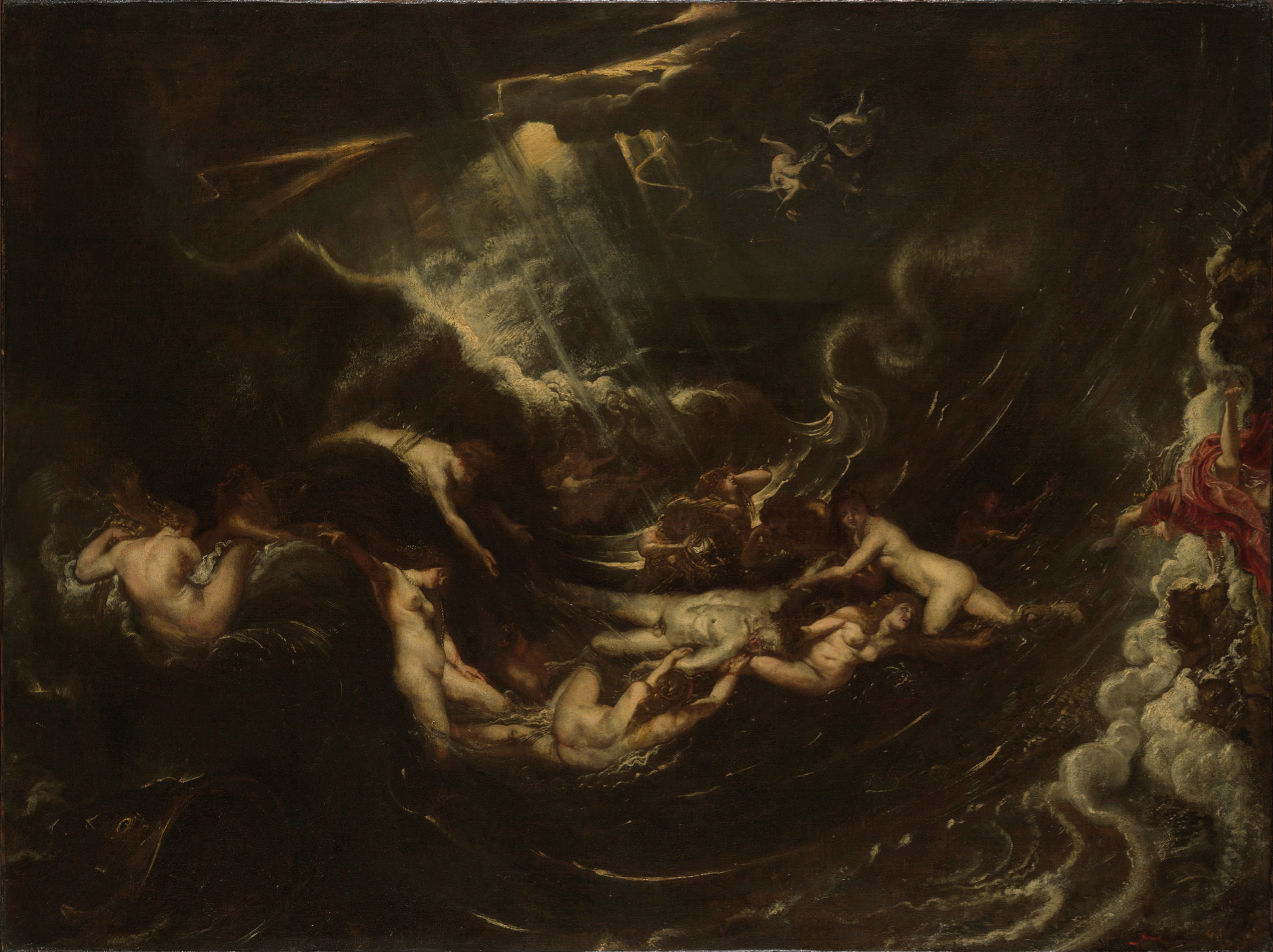
Peter Paul Rubens - Héró és Leandrosz (1605)

## Műve
A neve alatt fennmaradt művek közül az egyik két fiatal szerelmes (Héró és Leandrosz) tragikus történetét meséli el. A mű az ún. szofisztikus szerelmi regény modorában meséli el két sorsüldözött szerelmes történetét. A regény tipikus témája ugyanis két szerelmes, akiket szétválasztanak a különböző sorsfordulatok: az istenek haragja, kalózok, a szülők szűklátókörűsége. A szerelmesek végül vagy egymásra találnak és boldogan élnek együtt, mint pl. Héliodórosz Sorsüldözött szerelmesei, vagy tragikus véget érnek, mint Muszaiosz hőse és hősnője a Héró és Leandroszban.
Ez a 340 soros hexameteres költemény Nonnos stílusát követi. A történetben az Abüdoszban lakó ifjú Leandrosz beleszeretett a Hellészpontosz túloldalán lévő Szészthosz városában született Héróba, Aphrodité egy elhagyatott sziklán lévő templomának szűz papnőjébe. A két szerelmes csak úgy tudott találkozni, hogy Leandrosz minden éjjel átúszta a tengerszorost, követve a Héró által a sziklára kihelyezett lámpás fényét. Az egyik éjjel azonban az ifjú belefulladt a viharos tengerbe. Héró pedig, miután meglátta szerelme partravetett holttestét, levetette magát a sziklákról.
Muszaiosznak tulajdonítanak egy kisebb költeményt is, mely Alpheus és Arethusa történetét meséli el.
Trencsényi-Waldapfel Imre véleménye szerint nem létezett V. században Muszaiosz nevű költő, a neki tulajdonított művek szerzője ismeretlen, csak egy későbbi másoló tüntette fel szerzőként Muszaioszt, egy Homérosz előtti mitikus énekes nevét, hogy ezáltal növelje a művek értékét.
A XII. században, a komnénoszi reneszánsz idején a bizánci irodalmárok utánozni kezdték a korábbi műfajokat. Muszaiosz ekkor nagy megbecsültségnek örvendett, ennek köszönhetően számos hasonló stílusban és témájú szofisztikus szerelmi regény maradt ránk a komnénoszi reneszánsz korából is.

## Szakirodalom
- Héro és Leander. (Ford.: Tóth Sándor.) Selmecbánya, 1879.
- Hero és Leander. (Ford.: Márton Jenő.) Pozsony, 1903.
- Héró és Leandros. (Ford.: Trencsényi-Waldapfel Imre.) Bp. 1942. (Flora mundi 2.)
- Héró és Leandrosz. (Ford.: Trencsényi-Waldapfel Imre.) Bp. 1975. Európa Könyvkiadó. ISBN 963 07 0144 8
- Ókori lexikon I–VI. Szerk. Pecz Vilmos. Budapest: Franklin Társulat. 1904. Online elérés:
- Simon Róbert (szerk.): A bizánci irodalom kistükre. Budapest: Európa Kiadó. 1974. ISBN 963-07-0345-9 331-334. old.

## Magyarul
- Musaeus Grammaticus Héró és Leander-e; ford., bev. Tóth Sándor; fordítói, Selmecbánya, 1879
- Héro és Leandrosz; ford. Trencsényi-Waldapfel Imre; Vajda János Társaság, Bp., 1942 (Flora mundi)
- Héró és Leandrosz; ford. Trencsényi-Waldapfel Imre; Európa, Bp., 1975

### Részletek online
- Görög költők antológiája (1959): http://mek.oszk.hu/07000/07081/